# Андрианов, Константин Александрович
Константи́н Алекса́ндрович Андриа́нов (16 февраля 1910 — 19 января 1988) — советский спортивный функционер, активный деятель олимпийского движения. Первый председатель Олимпийского комитета СССР (1951—1975), член Международного олимпийского комитета (1951—1988), член его исполкома (1962—1974) и вице-президент (1966—1970).
Окончил Высшую партийную школу при ЦК КПСС (1950).

## Биография
Родился 16 февраля 1910 года. Рос и учился в Москве. Член КПСС с 1929 года, вступил в партию во время учебы в Менделеевском институте.
Работал фрезеровщиком на оборонном заводе, был в числе передовиков-стахановцев. В 1937 году избран секретарем общезаводского комитета комсомола, членом бюро парткома, затем секретарем районного комитета комсомола.
С мая 1938 по 1941 год занимал пост председателя Московского городского комитета по физической культуре и спорту, после чего в мае 1941 года был назначен 1-м заместителем председателя Спорткомитета СССР и трудился на этом посту до 1958 года. Наряду с государственной деятельностью, осуществлял работу в некоторых спортивных организациях. Так, с 1949 по 1950 год являлся председателем Всесоюзной секции футбола.
С именем Андрианова связано создание олимпийской сборной СССР. Долгое время Советский Союз находился вне олимпийского движения, но в 1950 году Оргкомитет XV Олимпийских игр в Хельсинки прислал в Москву официальное приглашение участвовать в предстоящих Играх, и оно было принято. 23 апреля 1951 года в Москве состоялось учредительное собрание, на котором был основан Олимпийский комитет СССР, а Константин Андрианов был избран его председателем, в связи с чем в тот же день в штаб-квартиру Международного олимпийского комитета была направлена телеграмма:

«Сообщаем, что в СССР образован Олимпийский комитет. Олимпийский комитет СССР согласен с Уставом МОК и заявляет о своем присоединении к Международному олимпийскому комитету. Знаем, что 3-6 мая пройдет сессия МОК, и хотим направить наших представителей. Очень просим сообщить по телеграфу повестку дня сессии МОК. Просим утвердить наше присоединение к МОК на майской сессии. Назначьте председателя Олимпийского комитета СССР Константина Андрианова членом МОК. Адрес Олимпийского комитета СССР: Москва, Скатертный, 4. От имени Олимпийского комитета СССР ответственный секретарь Соболев».— Историческая справка на официальном сайте Олимпийского комитета России
В ответ на эту телеграмму президент МОК Зигфрид Эдстрем направил приглашение для Андрианова и Соболева на церемонию открытия сессии МОК, запланированную на 6 мая в Большом зале Венской филармонии.
3 мая 1951 года в Вене, в здании штаб-квартиры Олимпийского комитета Австрии состоялось заседание исполкома МОК. Проводивший его Зигфрид Эдстрем, а также присутствовавшие члены исполкома Эвери Брендэдж (США), граф Альберто Бонакосса (Италия), полковник Питер-Вильхельмус Шарро (Нидерланды), Арман Массар (Франция), канцлер МОК Отто Майер (Швейцария) и Анджело Болонаки (Греция) приняли решение о рассмотрении вопроса о признании НОК СССР и принятии кандидатуры Константина Андрианова, председателя Олимпийского комитета СССР, в качестве члена МОК от СССР.
7 мая 1951 года, в рамках 46-й сессии МОК, Олимпийский комитет СССР был признан Международным олимпийским комитетом, а членом МОК для СССР был выбран Константин Андрианов. Он непрерывно являлся членом МОК до собственной смерти в 1988 году. С 1962 по 1974 год он также являлся членом исполкома этой организации, а с 1966 по 1970 год — вице-президентом и 1-м вице-президентом МОК.
Международная деятельность Андрианова не исключала работу в Олимпийском комитете СССР — до 1975 года он являлся его председателем, после чего был назначен заместителем председателя НОК СССР.
Внёс весомый вклад в организацию Летних Олимпийских игр 1980 в Москве, будучи работником Оргкомитета «Олимпиада-80».
Скончался 19 января 1988 года в Москве, был похоронен на 10-м участке Кунцевского кладбища.

## Награды
- орден Трудового Красного Знамени (27.04.1957) — «за успехи, достигнутые в деле развития массового физкультурного движения в стране, повышения мастерства советских спортсменов, и успешное выступление на международных соревнованиях»
- Орден Дружбы народов (15.02.1980)[3]
- Два ордена «Знак Почёта»
- Серебряный Олимпийский орден (1988)[4]